# مغول‌های خالخه
مغول‌های خالخه (به زبان مغولی: Халх، [Xalx]؛ ᠬᠠᠯᠬ᠎ᠠ، [qalq-a]) یکی از اقوام معاصرِ تشکیل دهندهٔ ملت مغول‌ و پرجمعیت‌ترینِ این اقوام می‌باشد.
خالخه‌ها جمعیتی معادل ۲٬۶۵۰٬۰۰۰ نفر داشته، و حدود ۸۰٪ از جمعیت مغولستان را تشکیل می‌دهند. در منطقهٔ مغولستان داخلی در چین نیز مردم خالخه وجود دارند، اما با جمعیتی بسیار کمتر. لهجهٔ خالخه در مغولستان، لهجهٔ معیار مغولی بوده، و پایهٔ رسم‌الخط الفبای سیریلیک در مغولستان. در منطقهٔ مغولستان داخلی، لهجهٔ مغول‌های چاخار معیار بوده، و رسم‌الخط رسمی، خط سنتی مغولی می‌باشد، که از زمان چنگیز خان در میان مردم مغول رایج بوده.
1. ↑  "2020 POPULATION AND HOUSING CENSUS OF MONGOLIA   /summary/".